# Mojka
Mojka (russisk: Мо́йка; tr. Mójka) er en kanaliseret flodarm, der løber gennem den centrale del af byen Sankt Petersborg i Rusland.
Mojka er en del af Neva-flodens delta og omkranser den inderste del af Sankt Petersborgs historiske bycentrum. Den er ca. 5 km lang og løber fra Fontanka-floden, der selv er en anden af Nevas flodarme, ved Sommerhaven forbi Marsmarken, flyder tæt forbi Eremitagen, Paladspladsen og Vinterpaladset, krydser hovedgaden Nevskij Prospekt og Krjukov-kanalen, til den flyder ud i Neva-floden. Den er undervejs også forbundet med Neva-floden ved Svanekanalen og Vinterkanalen.
Siden 2016 fører 15 broer Mojka-floden, hvoraf de fleste har historisk og kunstnerisk interesse.